# Europese kampioenschappen kunstschaatsen 1962
De Europese Kampioenschappen kunstschaatsen zijn wedstrijden georganiseerd door de Internationale Schaatsunie (ISU), die samen een jaarlijks terugkerend evenement vormen.
De kampioenschappen van 1962 vonden van 27 februari tot en met 3 maart plaats in Genève. Het was de eerste keer dat de kampioenschappen in deze stad werden gehouden. Het was de vijftiende keer dat een EK kampioenschap in Zwitserland plaatsvond, eerder werden er EK toernooien in Davos (1899, 1904, 1906, 1922, 1924, 1926, 1929, 1939 (voor de mannen), 1947 en 1959), in Sankt Moritz (1931, vrouwen en paren, 1935 en 1938, mannen en vrouwen) en in Zürich (1951) gehouden.
Voor de mannen was het de 54e editie, voor de vrouwen en paren was het de 26e editie en voor de ijsdansers de negende editie.

## Historie
De Duitse en Oostenrijkse schaatsbond, verenigd in de "Deutscher und Österreichischer Eislaufverband", organiseerden zowel het eerste EK Schaatsen voor mannen als het eerste EK Kunstschaatsen voor mannen in 1891 in Hamburg, in toen nog het Duitse Keizerrijk, nog voor het ISU in 1892 werd opgericht. De internationale schaatsbond nam in 1892 de organisatie van het EK kunstschaatsen over. In 1895 werd besloten voortaan het WK kunstschaatsen te organiseren en kwam het EK te vervallen. In 1898, na twee jaar onderbreking, vond toch weer een herstart plaats van het EK kunstschaatsen.
De vrouwen en paren zouden vanaf 1930 jaarlijks om de Europese titel strijden. De ijsdansers streden vanaf 1954 om de Europese titel in het kunstschaatsen.

## Deelname
Er namen deelnemers uit twaalf landen deel aan deze kampioenschappen. Zij vulden 64 startplaatsen in de vier disciplines in.
Voor België nam debutante Christine Van der Putte deel in het vrouwentoernooi.
Voor Nederland nam Wouter Toledo (voor de vierde keer) deel in het mannentoernooi en Sjoukje Dijkstra nam (voor de zevende keer) deel in het vrouwentoernooi.
(Tussen haakjes het totaal aantal startplaatsen over de disciplines.)
| West-Duitsland (9) Oostenrijk (8) Verenigd Koninkrijk (8) Frankrijk (7) Tsjecho-Slowakije (7) | Zwitserland (6) Duitse Democratische Republiek (5) Italië (4) Hongarije (3) Noorwegen (3) | Sovjet-Unie (3) Nederland (2) België (1) Finland (1) |

## Medaille verdeling
Bij de mannen werd Alain Calmat de 23e man die de Europese titel veroverde, en de tweede Fransman na Alain Giletti die hij direct opvolgde. Het was Calmat zijn derde medaille, in 1958 werd hij derde en in 1961 tweede. Voormalig Europees kampioen (1958, 1959) Karol Divín eindigde dit jaar op de tweede plaats, het was zijn zevende medaille, van 1954-1956 eindigde hij op de derde plaats en in 1957 werd hij tweede. Manfred Schnelldorfer op de derde plaats veroverde zijn derde medaille, ook in 1960 en 1961 werd hij derde.
Bij de vrouwen prolongeerde Sjoukje Dijkstra de Europese titel, het was haar derde titel op rij en haar vierde medaille, in 1959 werd ze tweede. Regine Heitzer eindigde net als in 1960 en 1961 op de tweede plaats, het was haar derde EK medaille. Karin Frohner op plaats drie veroverde haar eerste EK medaille.
Bij de paren veroverden Marika Kilius / Hans-Jürgen Bäumler voor de vierde opeenvolgende keer de Europese titel, het was hun vierde medaille gezamenlijk. Voor Kilius was het haar zevende medaille, van 1955-1957 werd ze met Franz Ningel derde. Het Sovjet paar Ludmila Belousova / Oleg Protopopov veroverden hun eerste EK medaille. Het duo op plaats drie, Margret Gobl / Franz Ningel, won gezamenlijk hun derde medaille, in 1960 werd het paar ook derde en in 1962 tweede. Het was Ningel zijn zesde medaille.
Bij het ijsdansen werden Christiane Guhel / Jean Paul Guhel het vijfde paar die de Europees titel wonnen. Zij waren het eerste niet-Britse paar die deze titel veroverden. Het was hun vierde medaille, in 1960 en 1961 werden ze tweede en in 1959 derde. Het paar Linda Shearman / Michael Phillips eindigden dit jaar op de tweede plaats, in 1961 werden ze derde, ze waren het enige Britse paar dat deze editie op het podium plaatsnamen. Op de derde positie stonden Eva Romanová / Pavel Roman voor het eerst op het erepodium.
| Discipline | Goud                                | Zilver                              | Brons                       |
| ---------- | ----------------------------------- | ----------------------------------- | --------------------------- |
| Mannen     | Alain Calmat                        | Karol Divín                         | Manfred Schnelldorfer       |
| Vrouwen    | Sjoukje Dijkstra                    | Regine Heitzer                      | Karin Frohner               |
| Paren      | Marika Kilius / Hans-Jürgen Bäumler | Ludmila Belousova / Oleg Protopopov | Margret Gobl / Franz Ningel |
| IJsdansen  | Christiane Guhel / Jean Paul Guhel  | Linda Shearman / Michael Phillips   | Eva Romanová / Pavel Roman  |

## Uitslagen
| #      | naam (deelname)           | land                                    | pc/9 |
| ------ | ------------------------- | --------------------------------------- | ---- |
| Goud   | Alain Calmat (9)          | Vlag van Frankrijk                      | 14   |
| Zilver | Karol Divín (8)           | Vlag van Tsjechië                       | 15   |
| Brons  | Manfred Schnelldorfer (8) | Vlag van Duitsland                      | 25   |
| 4      | Peter Jonas (6)           | Vlag van Oostenrijk                     | 39   |
| 5      | Emmerich Danzer (2)       | Vlag van Oostenrijk                     | 50   |
| 6      | Bodo Bockenauer (4)       | Vlag van Duitse Democratische Republiek | 61   |
| 7      | Robin Jones (3)           | Vlag van Verenigd Koninkrijk            | 61   |
| 8      | Sepp Schönmetzler (2)     | Vlag van Duitsland                      | 74   |
| 9      | Per Kjolberg (2)          | Vlag van Noorwegen                      | 82   |
| 10     | Valeri Meshkov (2)        | Vlag van Sovjet-Unie                    | 89   |
| 11     | Karoly Ujlaki             | Vlag van Hongarije                      | 89   |
| 12     | Malcolm Cannon            | Vlag van Verenigd Koninkrijk            | 128  |
| 13     | Giordano Abbondati (2)    | Vlag van Italië                         | 125  |
| 14     | Heinrich Podhasjsky (3)   | Vlag van Oostenrijk                     | 128  |
| 15     | Ralph Borghard            | Vlag van Duitse Democratische Republiek | 129  |
| 16     | Robert Dureville          | Vlag van Frankrijk                      | 140  |
| 17     | Fritz Keszler             | Vlag van Duitsland                      | 143  |
| 18     | Alain Trouillet           | Vlag van Frankrijk                      | 155  |
| 19     | Markus Germann            | Vlag van Zwitserland                    | 170  |
| 20     | Wouter Toledo (4)         | Vlag van Nederland                      | 172  |
| 21     | Ragnar Wikstrom (2)       | Vlag van Finland (1918-1978)            | 189  |

| #      | naam (deelname)               | land                                    | pc  |
| ------ | ----------------------------- | --------------------------------------- | --- |
| Goud   | Sjoukje Dijkstra (7)          | Vlag van Nederland                      | 9   |
| Zilver | Regine Heitzer (5)            | Vlag van Oostenrijk                     | 18  |
| Brons  | Karin Frohner (4)             | Vlag van Oostenrijk                     | 30  |
| 4      | Helli Sengtschmid (2)         | Vlag van Oostenrijk                     | 43  |
| 5      | Diana Carol Clifton-Peach (6) | Vlag van Verenigd Koninkrijk            | 53  |
| 6      | Nicole Hassler (4)            | Vlag van Frankrijk                      | 56  |
| 7      | Franzi Schmidt (4)            | Vlag van Zwitserland                    | 62  |
| 8      | Jana Mrázková (3)             | Vlag van Tsjechië                       | 69  |
| 9      | Jacqueline Harbord            | Vlag van Verenigd Koninkrijk            | 71  |
| 10     | Eva Grozajová (2)             | Vlag van Tsjechië                       | 84  |
| 11     | Sandra Bregnera (2)           | Vlag van Italië                         | 110 |
| 12     | Gabriele Seyfert (2)          | Vlag van Duitse Democratische Republiek | 114 |
| 13     | Helga Zollner (6)             | Vlag van Hongarije                      | 129 |
| 14     | Anna Karine Dehle (4)         | Vlag van Noorwegen                      | 133 |
| 15     | Ann Margret Frei (2)          | Vlag van Zweden                         | 133 |
| 16     | Daniele Giroud (2)            | Vlag van Frankrijk                      | 139 |
| 17     | Alena Pokorna                 | Vlag van Tsjechië                       | 144 |
| 18     | Inge Paul                     | Vlag van Duitsland                      | 156 |
| 19     | Tamara Bratusj (2)            | Vlag van Sovjet-Unie                    | 152 |
| 20     | Christine Van der Putte       | Vlag van België                         | 175 |

### Paren
| #      | naam (deelname)                           | land                                    | pc/9 |
| ------ | ----------------------------------------- | --------------------------------------- | ---- |
| Goud   | Marika Kilius (8) Hans-Jürgen Bäumler (7) | Vlag van Duitsland                      | 15   |
| Zilver | Ludmila Belousova (4) Oleg Protopopov (4) | Vlag van Sovjet-Unie                    | 19   |
| Brons  | Margret Gobl (4) Franz Ningel (7)         | Vlag van Duitsland                      | 20   |
| 4      | Gerda Johner (4) Rudi Johner (4)          | Vlag van Zwitserland                    | 37   |
| 5      | Irene Muller (2) Hans Georg Dallmer (2)   | Vlag van Duitse Democratische Republiek | 47   |
| 6      | Brigitte Wockoeck Heinz-Ulrich Walter     | Vlag van Duitse Democratische Republiek | 63   |
| 7      | Milada Kubíková Jaroslav Votruba          | Vlag van Tsjechië                       | 68   |
| 8      | Diana Hinko (6) Bernd Henhapel            | Vlag van Oostenrijk                     | 73   |
| 9      | Rita Blumenberg (4) Werner Mensching (4)  | Vlag van Duitsland                      | 69   |
| 10     | Liv Lunde Erik Grunert                    | Vlag van Noorwegen                      | 93   |
| 11     | Jacqueline Steiner Jean-Pierre Kulling    | Vlag van Zwitserland                    | 97   |
| 12     | Vera Jeffery Peter Webb                   | Vlag van Verenigd Koninkrijk            | 101  |

| #      | naam (deelname)                                          | land                         | pc/7 |
| ------ | -------------------------------------------------------- | ---------------------------- | ---- |
| Goud   | Christiane Guhel (5) Jean Paul Guhel (8)                 | Vlag van Frankrijk           | 10   |
| Zilver | Linda Shearman (2) Michael Philipps (2)                  | Vlag van Verenigd Koninkrijk | 12   |
| Brons  | Eva Romanova (4) Pavel Roman (4)                         | Vlag van Tsjechië            | 21   |
| 4      | Mary Parry (3) Roy Mason (3)                             | Vlag van Verenigd Koninkrijk | 27   |
| 5      | Ann Gross (2) Francis Williams (2)                       | Vlag van Verenigd Koninkrijk | 36   |
| 6      | Helga Burckhardt Hannes Burckhardt (4)                   | Vlag van Duitsland           | 46   |
| 7      | Olga Gilardini (3) Germano Ceccattini (7)                | Vlag van Italië              | 46   |
| 8      | Marlyse Fornachon (2) Charles Pichard (4)                | Vlag van Zwitserland         | 61   |
| 9      | Jitka Babicka (2) Jaromir Holan (3)                      | Vlag van Tsjechië            | 65   |
| 10     | Armelle Flichy (3) Pierre Brun (3)                       | Vlag van Frankrijk           | 72   |
| 11     | Gabriele Rauch Rudi Matysik                              | Vlag van Duitsland           | 80   |
| 12     | Gyorgyi Korda (3) Pal Vasahelyi (3)                      | Vlag van Hongarije           | 79   |
| 13     | Christel Trebesiner (2) Gerald Felsinger (5)             | Vlag van Oostenrijk          | 85   |
| 14     | Maria Grazia Toncelli-Locatelli (3) Vinicio Toncelli (3) | Vlag van Italië              | 95   |

Medaillewinnaars

Mannen · 
Vrouwen ·
Paren · 
IJsdansen

Toernooi

1891 · 
1892 · 
1893 · 
1894 · 
1895 · 
1896-1897 · 
1898 · 
1899 · 
1900 · 
1901 · 
1902-1903 · 
1904 · 
1905 · 
1906 · 
1907 · 
1908 · 
1909 · 
1910 · 
1911 · 
1912 · 
1913 · 
1914 · 
1915-1921 · 
1922 · 
1923 · 
1924 · 
1925 · 
1926 · 
1927 · 
1928 · 
1929 · 
1930 · 
1931 · 
1932 · 
1933 · 
1934 · 
1935 · 
1936 · 
1937 · 
1938 · 
1939 ·
1940-1946 · 
1947 · 
1948 · 
1949 · 
1950 · 
1951 · 
1952 · 
1953 · 
1954 · 
1955 · 
1956 · 
1957 · 
1958 · 
1959 · 
1960 · 
1961 · 
1962 · 
1963 · 
1964 · 
1965 · 
1966 · 
1967 · 
1968 · 
1969 · 
1970 · 
1971 · 
1972 · 
1973 · 
1974 · 
1975 · 
1976 · 
1977 · 
1978 · 
1979 · 
1980 · 
1981 · 
1982 · 
1983 · 
1984 · 
1985 · 
1986 · 
1987 · 
1988 · 
1989 · 
1990 · 
1991 · 
1992 · 
1993 · 
1994 · 
1995 ·
1996 · 
1997 · 
1998 · 
1999 · 
2000 · 
2001 · 
2002 · 
2003 · 
2004 · 
2005 · 
2006 ·
2007 ·
2008 ·
2009 ·
2010 ·
2011 ·
2012 ·
2013 ·
2014 ·
2015 ·
2016 ·
2017 ·
2018 ·
2019 ·
2020 ·
2021 · 
2022 · 
2023 · 
2024 · 
2025

WK kunstschaatsen ·
WK kunstschaatsen junioren ·
Viercontinentenkampioenschap ·
Olympische Spelen